# Прохорова Ніна Павлівна
Ніна Павлівна Прохорова, до шлюбу Глушкова (15 грудня 1925, Мундор — 2002, Москва) — українська радянська і російська художниця, майстриня художньої кераміки; членкиня Спілки радянських художників України у 1961—1975 роках та Московської обласної організації Спілки художників з 1975 року.

## Біографія
Народилася 15 грудня 1925 року в селі Мундорі (нині Павінський район Костромської області, Російська Федерація). Протягом 1943—1945 років навчалася у Ярославському художньому училищі; у 1945—1948 роках — у Сімферопольському художньому училищі, де її викладачами були Михайло Щеглов, Михайло Крошицький.
Мешкала у Сімферополі в будинку на вулиці Беспалова № 35, квартира 3. З 1975 року — в РРФСР. Була одружена з художником Костянтином Прохоровим. Померла у Москві у 2002 році.

## Творчість
Працювала в галузі станкового живопису та декоративного мистецтва (художня кераміка). Серед робіт:
- серія пейзажів про Волгу (1955);
- «Осіннє листя» (1962);
- «Берег у Гурзуфі» (1961);
- «Увечері» (1964);
- «На Півночі» (1964);
- «Натюрморт із хлібом».

Брала участь у всеукраїнських виставках з 1957 року, всесоюзних — з 1961 року. Її роботи експонувалися у Франції, США, Угорщині та Чехословаччині.
Роботи художниці придбані Міністерством культури України, перебувають у Сімферопольському художньому музеї, Долгопрудненському історико-художньому музеї, музеях образотворчих мистецтв Дмитрова, Дубни, Зоряного містечка та в приватних колекціях у Росії, Німеччині, Великій Британії, США, Туреччині та Україні.